# Scythropochroa magistrata
Scythropochroa magistrata är en tvåvingeart som beskrevs av Hans-Georg Rudzinski 2006. Scythropochroa magistrata ingår i släktet Scythropochroa och familjen sorgmyggor.
Artens utbredningsområde är Taiwan. Inga underarter finns listade i Catalogue of Life.